# 2기통 직렬 엔진

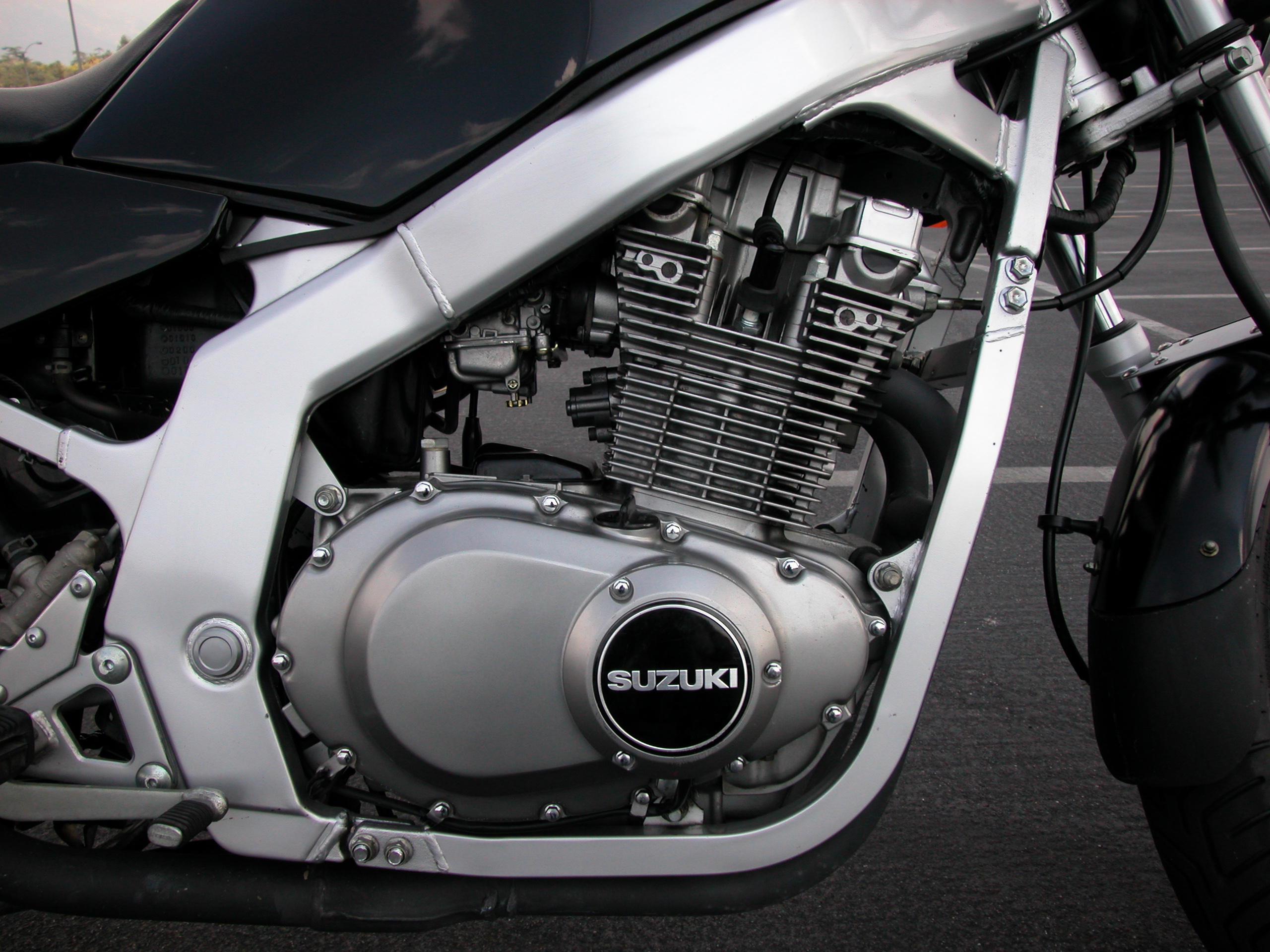
1997년형 스즈키 GS500 모터사이클 엔진

2기통 직렬 엔진(영어: Straight-twin engine)은 실린더가 공통 크랭크축을 따라 일렬로 배열되는 2기통 피스톤 엔진이다.

## 같이 보기
- 2기통 수평 엔진
- V-트윈 엔진